# Sankarankoil
Sankarankoil es una ciudad y municipio situada en el distrito de Tenkasi en el estado de Tamil Nadu (India). Su población es de 57277 habitantes (2011). Se encuentra a 59 km de Tirunelveli y a 88 km de Thoothukudi.

## Demografía
Según el censo de 2011 la población de Sankarankoil era de 57277 habitantes, de los cuales 28470 eran hombres y 28807 eran mujeres. Sankarankoil tiene una tasa media de alfabetización del 83,11%, superior a la media estatal del 80,09%: la alfabetización masculina es del 90,62%, y la alfabetización femenina del 75,72%.